# Jílovice (district de České Budějovice)
Pour les articles homonymes, voir Jílovice.
Jílovice (en allemand : Jilowitz, précédemment : Gilowitz) est une commune du district de České Budějovice, dans la région de Bohême-du-Sud, en République tchèque. Sa population s'élevait à 1 056 habitants en 2023.

## Géographie
Jílovice se trouve à 7 km à l'est-sud-est de Borovany, à 21 km au sud-est de České Budějovice et à 134 km au sud-sud-est de Prague.
La commune est limitée par Libín, Domanín et Třeboň au nord, par Hrachoviště, Cep et Suchdol nad Lužnicí à l'est, par Petříkov au sud et par Borovany et Mladošovice à l'ouest.

## Histoire
La première mention écrite du village date de 1366.

## Administration
La commune se compose de huit sections :
- Jílovice
- Jiterní Ves
- Kojákovice
- Kramolín
- Lipnice
- Nepomuk
- Šalmanovice
- Vlachnovice

## Galerie

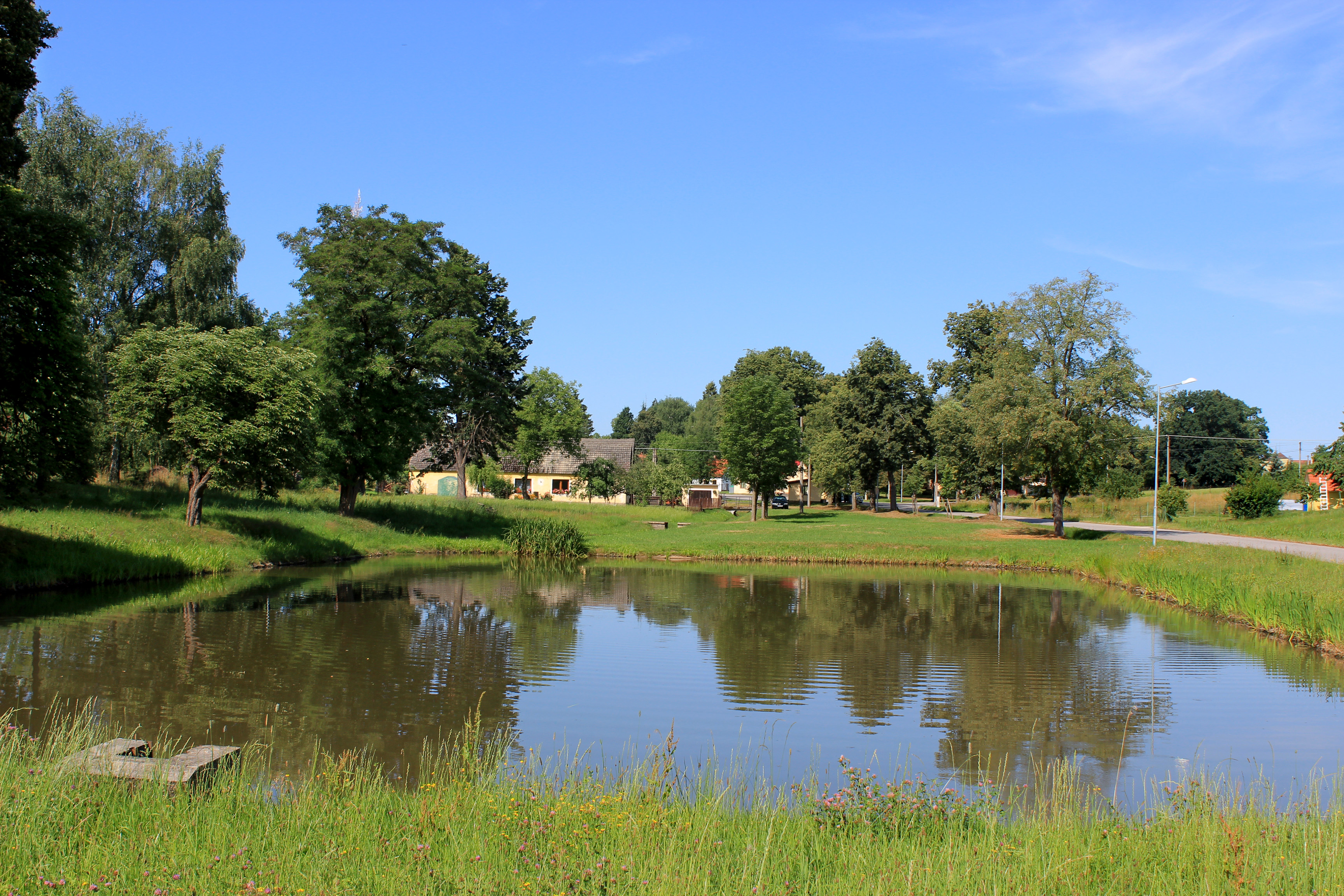
Étang à Lipnice.
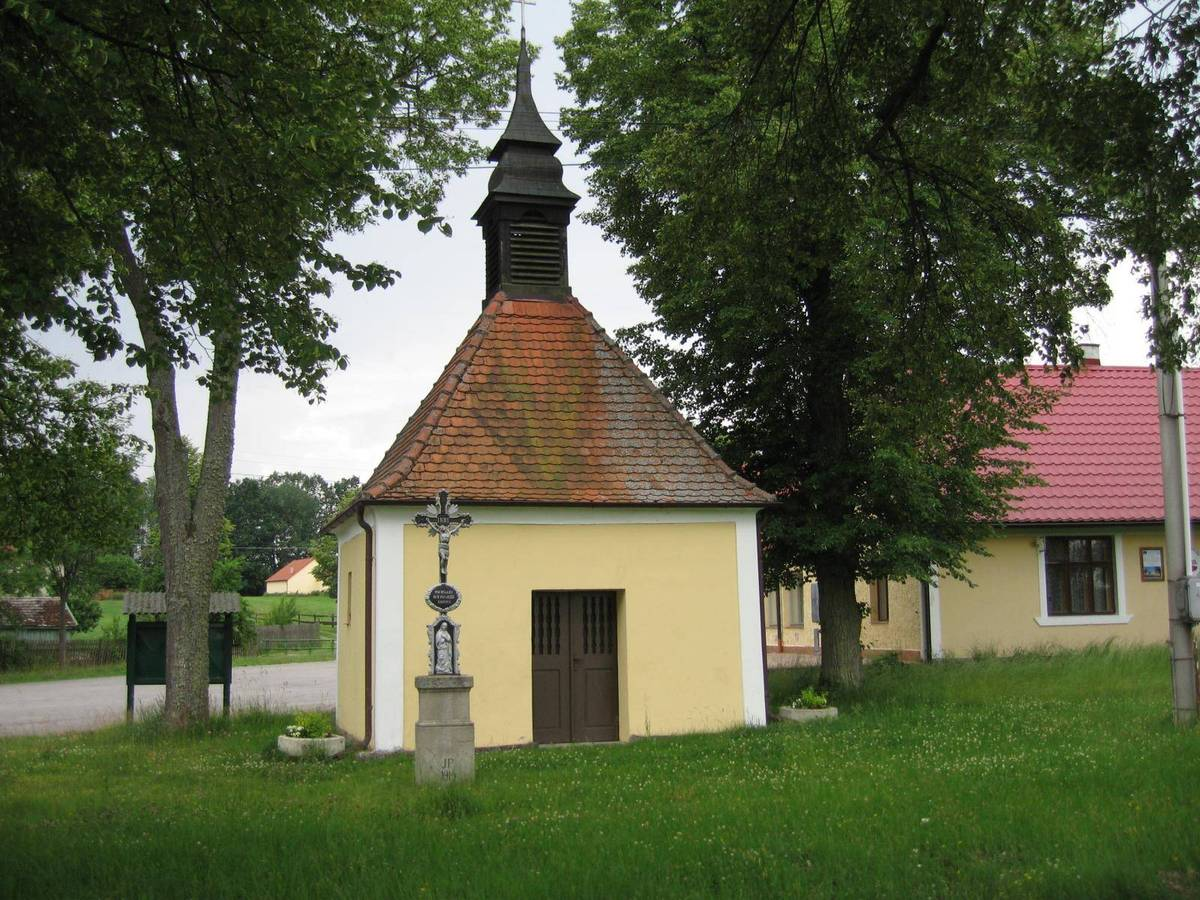
Clocher à Lipnice.

## Transports
Par la route, Jílovice se trouve à 9,4 km du centre de Borovany, à 24 km de České Budějovice et à 159 km de Prague.

## Source
- (cs) Cet article est partiellement ou en totalité issu de l’article de Wikipédia en tchèque intitulé « Jílovice (okres České Budějovice) » (voir la liste des auteurs).